# جوزيف ليدي
جوزيف ليدي بالإنجليزية: Joseph Leidy عالم في المُسْتَحَاثَات أو الأَحَافِير أو المُتَحَجِّرَات أمريكي الجنسية، ولد في 9 سبتمبر 1823 وتوفي في 30 أبريل 1891.
وكان ليدي أستاذ التشريح في جامعة ولاية بنسلفانيا، وفي وقت لاحق أستاذ التاريخ الطبيعي في كلية سوارثمور (Swarthmore College). تضمن كتابه (الحيوانات المنقرضة من داكوتا ونبراسكا (1869)) العديد من الأنواع التي ليس لها وصف سابق، والعديد منها لم تكن معروفة سابقا في القارة الأمريكية الشمالية في ذلك الوقت، كان التحقيق العلمي إلى حد كبير مقتصر للهواة الأثرياء.

## المجالات العلمية الأخرى
كان ليدي أيضا عالم معروف في علم الطفيليات، وفي وقت مبكر من سنة 1846 كان قد أصّر على أن مرض دودة الخنزير كان سببه طفيلي في اللحوم غير المطبوخة جيدا، كما كان رائداً في علم الأوالي ونشر دراسة (متموريات الحركة في المياة العذبة في أمريكا الشمالية) في عام 1879 وكانت هذه الدراسة عملا رائعا لا يزال يشار إليه حتى اليوم.
كما أنه جمع الأحجار الكريمة وكذلك الأَحَافِير، وقد تبرع بمجموعة هامة لمعهد سميثسونيان قبل وفاته، كما أنه قام بالتدريس في مجال المعادن والجيولوجيا.
كما درس ليدي الطب في جامعة بنسلفانيا، وتخرج مع شهادته الطبية عام 1844.

## العائلة
ولد جوزيف ليدي في 9 سبتمبر 1823، لأسرة أنشئت في فيلادلفيا من أصول الألمانية.
والده فيليب كان صانع قبعات، وأمه كاثرين ماتت عندما كان شاباً أثناء الولادة، عندئذ تزوج والده من ابنة عمه الأولى كريستيانا ميليك، وكان لدى جوزيف أخ أيضاً اسمه توماس ليدي.
تزوج آنا هاردن وهي المرأة التي أخذت اهتماماً جاداً وساعدته في عمله في بعض الأحيان، كان زواجهما بدون أطفال، لكنهم تبنوا في نهاية المطاف فتاة يتيمة تبلغ من العمر سبع سنوات.

## إبتداعه للطب الشرعي
في عام 1846, أصبح جوزيف ليدي أول شخص إطلاقاً استخدام المجهر لحل لغز جريمة قتل.

## قائمة المراجع
تشمل قائمة مراجعه على 553 عمل.

## الاستشهادات
1. ↑  Encyclopædia Britannica | Joseph Leidy (بالإنجليزية), QID:Q5375741
2. 1 2  Большая советская энциклопедия: [в 30 т.] (بالروسية) (3rd ed.), Москва: Большая российская энциклопедия, 1969, Лейди Джозеф, OCLC:14476314, QID:Q17378135
3. ↑  'Fresh-Water Rhizopods of North America', Joseph Leidy, 1879 نسخة محفوظة 05 يونيو 2011 على موقع واي باك مشين.
4. ↑  ANSP.
5. ↑  ANSPa.
6. ↑  "Joseph Leidy: Biographical Timeline: 1874-1891". فيلادلفيا أكادمية العلوم الطبيعية في جامعة دركسل web site. مؤرشف من الأصل في 2012-02-24. اطلع عليه بتاريخ 2009-09-28.
7. ↑  Hare, Hobart A. (1923). "Leidy and His Influence on Medical Science". Proceedings of the Academy of Natural Sciences in Philadelphia. ج. 75: 73–87.
8. ↑  Chapman Henry C. 1891. Memoir of Joseph Leidy, M.D., LL.D. Proceedings of the Academy of Natural Sciences of America, Academy of Natural Sciences, Philadelphia, 49 pp., pages 31-49. نسخة محفوظة 24 فبراير 2017 على موقع واي باك مشين.

## الروابط الخارجية
- جوزيف ليدي على موقع الموسوعة البريطانية (الإنجليزية)
- جوزيف ليدي على موقع إن إن دي بي (الإنجليزية)
- جوزيف ليدي على موقع فايند أغريف